# San Miguel de Bernuy
San Miguel de Bernuy es un municipio de España, en la provincia de Segovia, comunidad autónoma de Castilla y León. Tiene una superficie de 18,32 km² con una población de 181 habitantes y una densidad de 9,88 hab/km².
Está situado en la cola del embalse de las Vencias, en el río Duratón, e integrado en la Comunidad de Villa y Tierra de Fuentidueña.
En su término están incluidos Bernuy y Sarasona, actualmente despoblados.

## Símbolos
El escudo heráldico y la bandera que representan al municipio fueron aprobados oficialmente el 29 de marzo de 2003. El escudo se blasona de la siguiente manera: 

«De Plata, Arcángel San Miguel de gules, surmontado de dos pinos arrancados de sinople, en punta ondas de azur y plata. Vestido de gules, con una espiga de oro a la diestra y otra a la siniestra. Al timbre la corona real cerrada.»
Boletín Oficial de Castilla y León nº 113/2003 de 13 de junio de 2003

La descripción textual de la bandera es la siguiente:

«Bandera rectangular de proporciones 2:3, dividida verticalmente en dos partes en proporciones 1/3 al asta y 2/3 al batiente, siendo rojo el del asta con una espada con la punta hacia arriba, y blanca con dos franjas en horizontal onduladas azules al batiente de 1/10 del ancho de la bandera.»
Boletín Oficial de Castilla y León nº 113/2003 de 13 de junio de 2003

## Historia
En el Libro Becerro de las Behetrías de Castilla del siglo XIV, la localidad ya figuraba como Sant Micael de Bernuille.

## Geografía

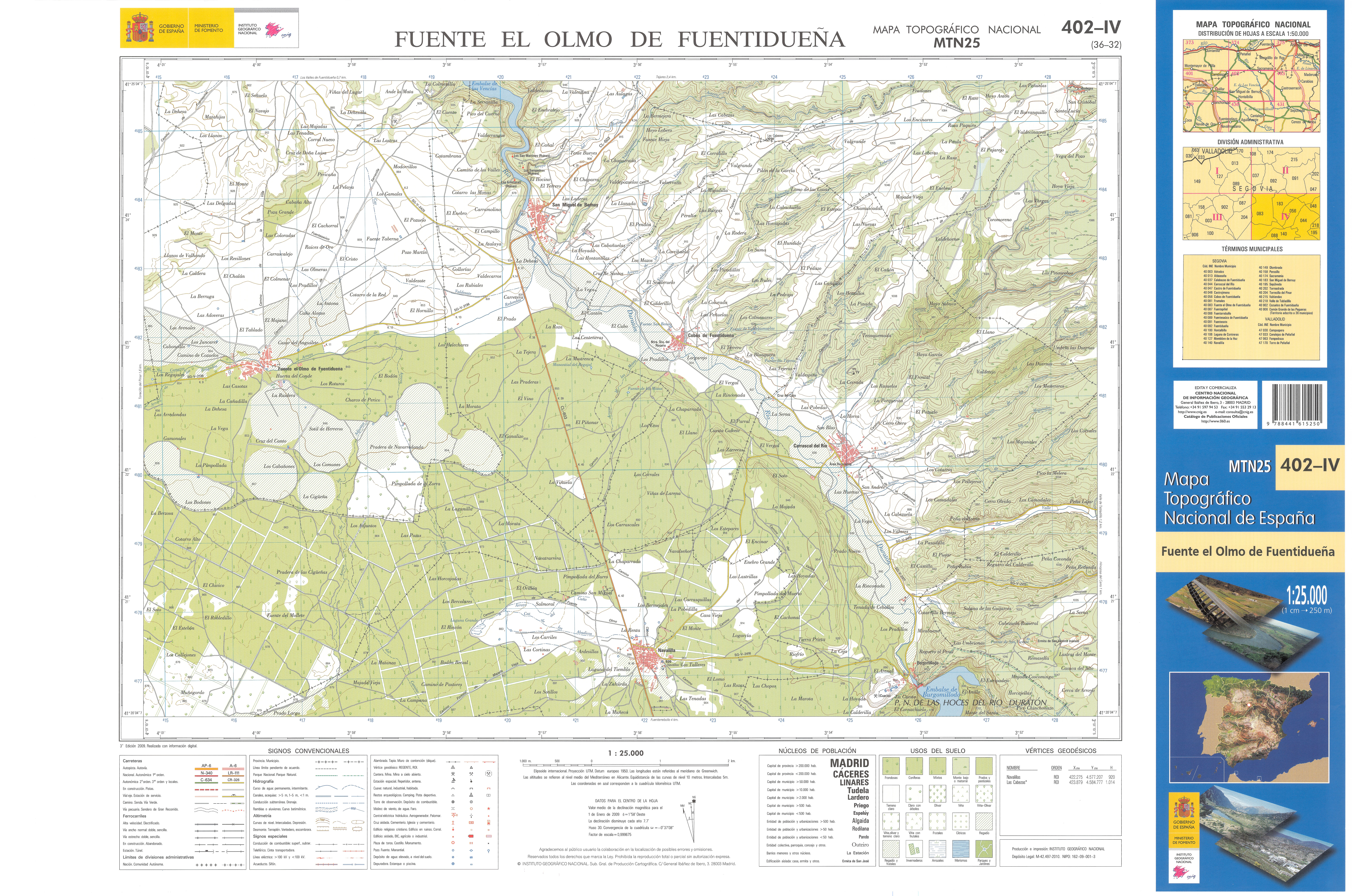
Fragmento de la hoja 402 del Mapa Topográfico Nacional de España de 2009 en el que se representa parte de San Miguel de Bernuy

La localidad de San Miguel de Bernuy se encuentra situada en la zona central de la península ibérica, en el extremo norte de la provincia de Segovia, tiene una superficie de 18,32 km², y sus coordenadas son 41°23′58″N 3°57′11″O / 41.39944, -3.95306.
| Noroeste: Valles de Fuentidueña         | Norte: Fuentidueña | Noreste: Tejares              |
| Oeste: Fuente el Olmo de Fuentidueña    |                    | Este: Cobos de Fuentidueña    |
| Suroeste: Fuente el Olmo de Fuentidueña | Sur: Fuentidueña   | Sureste: Cobos de Fuentidueña |

### Rutas
San Miguel de Bernuy está situado en la ruta más corta entre los lugares santos de Caravaca de la Cruz y Santo Toribio de Liébana.

### Clima
El clima de San Miguel de Bernuy es 'mediterráneo continentalizado', como consecuencia de la elevada altitud y su alejamiento de la costa, sus principales características son:
- La temperatura media anual es de 11,50 °C con una importante oscilación térmica entre el día y la noche que puede superar los 20 °C. Los inviernos son largos y fríos, con frecuentes nieblas y heladas, mientras que los veranos son cortos y calurosos, con máximas en torno a los 30 °C, pero mínimas frescas, superando ligeramente los 13 °C. El refrán castellano "Nueve meses de invierno y tres de infierno" lo caracteriza a la perfección.

- Las precipitaciones anuales son escasas (514,10 mm) pero se distribuyen de manera relativamente equilibrada a lo largo del año excepto en el verano que es la estación más seca (82,20 mm). Las montañas que delimitan la meseta retienen los vientos y las lluvias, excepto por el Oeste, donde la ausencia de grandes montañas abre un pasillo al Océano Atlántico por el que penetran la mayoría de las precipitaciones que llegan a San Miguel de Bernuy.

| Precipitaciones por estación (mm) |        |        |          |        |
| Primavera                         | Verano | Otoño  | Invierno | TOTAL  |
| 149,40                            | 82,20  | 141,10 | 141,40   | 514,10 |

En la Clasificación climática de Köppen se corresponde con un clima Csb (oceánico mediterráneo), una transición entre el Csa (mediterráneo) y el Cfb (oceánico) producto de la altitud. A diferencia del mediterráneo presenta un verano más suave, pero al contrario que en el oceánico hay una estación seca en los meses más cálidos.
| Parámetros climáticos promedio de San Miguel de Bernuy en el periodo 1961-2003 | Parámetros climáticos promedio de San Miguel de Bernuy en el periodo 1961-2003 | Parámetros climáticos promedio de San Miguel de Bernuy en el periodo 1961-2003 | Parámetros climáticos promedio de San Miguel de Bernuy en el periodo 1961-2003 | Parámetros climáticos promedio de San Miguel de Bernuy en el periodo 1961-2003 | Parámetros climáticos promedio de San Miguel de Bernuy en el periodo 1961-2003 | Parámetros climáticos promedio de San Miguel de Bernuy en el periodo 1961-2003 | Parámetros climáticos promedio de San Miguel de Bernuy en el periodo 1961-2003 | Parámetros climáticos promedio de San Miguel de Bernuy en el periodo 1961-2003 | Parámetros climáticos promedio de San Miguel de Bernuy en el periodo 1961-2003 | Parámetros climáticos promedio de San Miguel de Bernuy en el periodo 1961-2003 | Parámetros climáticos promedio de San Miguel de Bernuy en el periodo 1961-2003 | Parámetros climáticos promedio de San Miguel de Bernuy en el periodo 1961-2003 | Parámetros climáticos promedio de San Miguel de Bernuy en el periodo 1961-2003 |
| Mes | Ene.                                                                           | Feb.                                                                           | Mar.                                                                           | Abr.                                                                           | May.                                                                           | Jun.                                                                           | Jul.                                                                           | Ago.                                                                           | Sep.                                                                           | Oct.                                                                           | Nov.                                                                           | Dic.                                                                           | Anual                                                                          |
| --- | ------------------------------------------------------------------------------ | ------------------------------------------------------------------------------ | ------------------------------------------------------------------------------ | ------------------------------------------------------------------------------ | ------------------------------------------------------------------------------ | ------------------------------------------------------------------------------ | ------------------------------------------------------------------------------ | ------------------------------------------------------------------------------ | ------------------------------------------------------------------------------ | ------------------------------------------------------------------------------ | ------------------------------------------------------------------------------ | ------------------------------------------------------------------------------ | ------------------------------------------------------------------------------ |
| Temp. media (°C) | 3.40                                                                           | 5.00                                                                           | 8.10                                                                           | 9.20                                                                           | 13.80                                                                          | 17.80                                                                          | 20.90                                                                          | 20.90                                                                          | 16.20                                                                          | 11.60                                                                          | 6.80                                                                           | 4.30                                                                           | 11.50                                                                          |
| Precipitación total (mm) | 50.90                                                                          | 42.00                                                                          | 38.20                                                                          | 51.80                                                                          | 59.40                                                                          | 42.80                                                                          | 22.60                                                                          | 16.80                                                                          | 33.60                                                                          | 50.20                                                                          | 57.30                                                                          | 48.60                                                                          | 514.10                                                                         |
| Fuente: Ministerio de Agricultura, Alimentación y Medio Ambiente. Datos de precipitación para el periodo 1961-2003 y de temperatura para el periodo 1987-2003 en San Miguel de Bernuy 4 de octubre de 2012 |                                                                                |                                                                                |                                                                                |                                                                                |                                                                                |                                                                                |                                                                                |                                                                                |                                                                                |                                                                                |                                                                                |                                                                                |                                                                                |

La inversión térmica es frecuente en San Miguel de Bernuy, especialmente en invierno, en situaciones anticiclónicas fuertes que impiden el ascenso del aire y concentran la poca humedad en el valle del Río Duratón, dando lugar a nieblas persistentes y heladas. Este fenómeno finaliza cuando al calentarse el aire que está en contacto con el suelo se restablece la circulación normal en la troposfera; suele ser cuestión de horas, pero en condiciones meteorológicas desfavorables la inversión puede persistir durante días.

## Geografía humana

### Demografía
Cuenta con una población de 134 habitantes (INE 2024).
| Gráfica de evolución demográfica de San Miquel de Bernúy entre 1842 y 2021                                            |
| |
| Población de derecho según los censos de población del INE. Población de hecho según los censos de población del INE. |

| 211           | 199 | 172 | 199 | 195 | 175 | 176 | 168 | 150 | 148 | 135 | 148 | 125 |
| (Fuente: INE) |     |     |     |     |     |     |     |     |     |     |     |     |

## Administración y política
| Periodo   | Nombre                  | Partido   |
| --------- | ----------------------- | --------- |
| 1979-1983 | David Arévalo Hernando  | UCD       |
| 1983-1987 | Gregorio Martín Lobo    | AP-PDP-UL |
| 1987-1991 | Gregorio Martín Lobo    | AP        |
| 1991-1995 | Braulio Ruano Calvo     | AE        |
| 1995-1999 | José María Bravo Gozalo | PP        |
| 1999-2003 | José María Bravo Gozalo | PP        |
| 2003-2007 | José María Bravo Gozalo | PP        |
| 2007-2011 | José María Bravo Gozalo | PP        |
| 2011-2015 | José María Bravo Gozalo | PP        |
| 2015-2019 | José María Bravo Gozalo | PP        |
| 2019-2023 | José María Bravo Gozalo | PP        |
| 2023-act. | José María Bravo Gozalo | PP        |

## Monumentos y lugares de interés

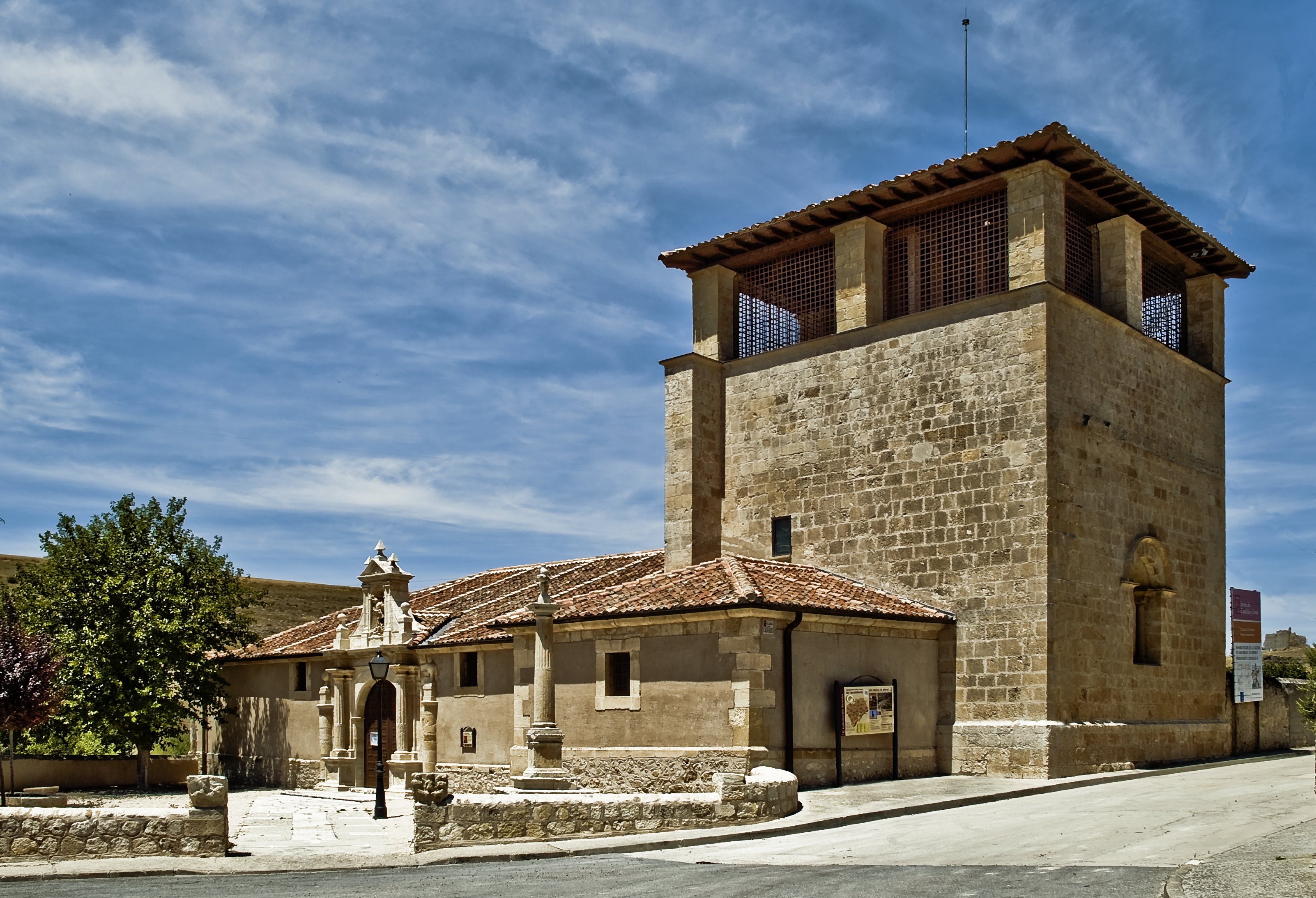
Iglesia de San Miguel.

### Ermita de Nuestra Señora del Río
La moderna ermita de Nuestra Sra. del Río, patrona del pueblo, ubicada en el casco urbano, presenta elementos románicos entre los que destacan tres canecillos de la fachada este, reaprovechados posiblemente de las ruinas de las ermitas de Abajo, San Martín o de Arriba, San Pedro, conocidas como las Ermitonas.

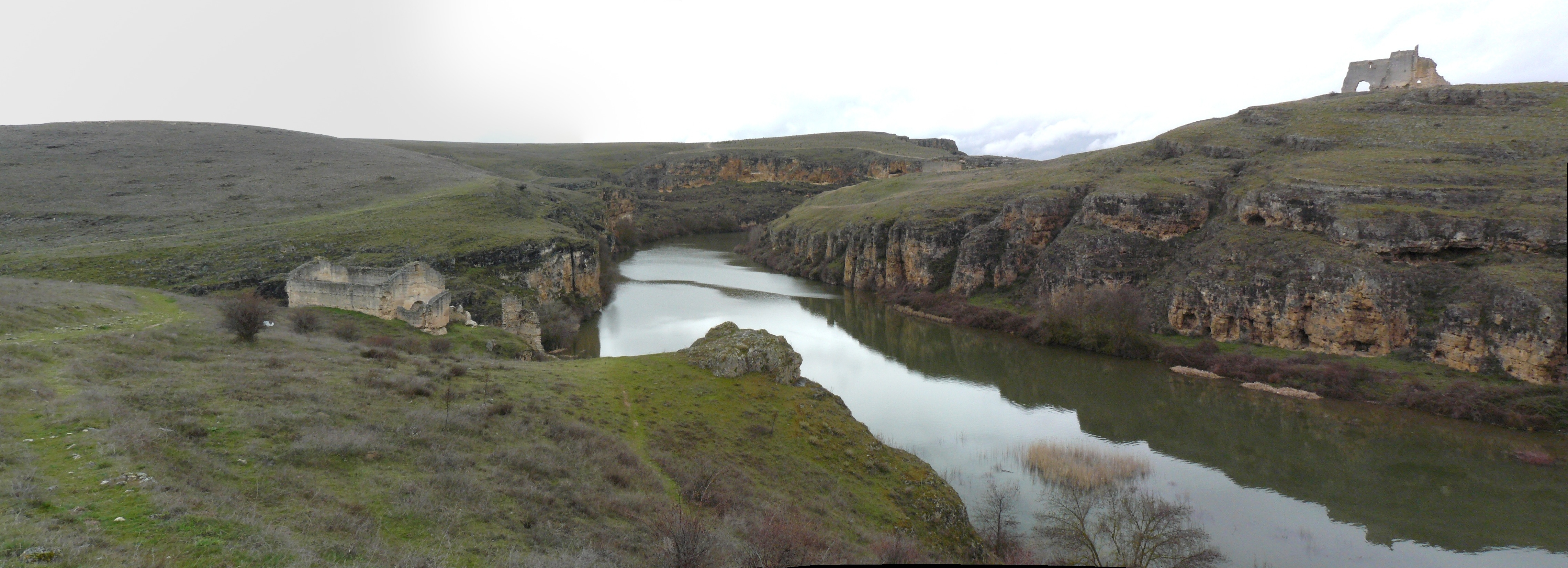
Ruinas de las ermitas románicas de San Miguel de Bernuy junto al río Duratón, aguas abajo de la población.